# Swiftia dubia
Swiftia dubia is een zachte koraalsoort uit de familie Plexauridae. De koraalsoort komt uit het geslacht Swiftia. Swiftia dubia werd in 1929 voor het eerst wetenschappelijk beschreven door Thomson. 